# Maria Sajdak
Maria Sajdak, née Springwald, née le 30 juillet 1991 à Cracovie, est une rameuse polonaise.

## Palmarès

### Jeux olympiques
- 2020 à Tokyo,  Japon
  -  Médaille d'argent en quatre de couple
- 2016 à Rio de Janeiro  Brésil
  -  Médaille de bronze en quatre de couple.

### Championnats du monde
- 2019 à Ottensheim (Autriche)
  -  Médaille d'argent en quatre de couple
- 2018 à Plovdiv (Bulgarie)
  -  Médaille d'or en quatre de couple
- 2017 à Sarasota (États-Unis)
  -  Médaille d'argent en quatre de couple

### Championnats d'Europe
- 2018 à Glasgow (Écosse) :
  -  Médaille d'or en quatre de couple
- 2016 à Brandebourg-sur-la-Havel, (Allemagne)
  -  Médaille d'argent en quatre de couple
- 2015 à Poznań, (Pologne)
  -  Médaille de bronze en quatre de couple
- 2014 à Belgrade, (Serbie)
  -  Médaille de bronze en quatre de couple